# Trăn xiết mồi
Trăn siết mồi hay Trăn boa thông thường (danh pháp khoa học: Boa constrictor) là một loài rắn lớn trong họ Boidae. Loài này được Linnaeus mô tả khoa học đầu tiên năm 1758. Đây là một thành viên của Họ Trăn Nam Mỹ sinh sống ở Bắc, Trung và Nam Mỹ, cũng như một số hòn đảo ở Caribbea. Da loài này có hoa văn màu sắc của rất khác nhau và nổi bật. Mười phân loài hiện đang được công nhận, mặc dù một số trong số phân loài gây tranh cãi.
Trăn xiết mồi Boa constrictor là một loài rắn lớn (trăn), dù nó chỉ có kích thước vừa phải nếu so với các trăn lớn như trăn gấm và trăn Miến Điện, thường đạt chiều dài từ 3–13 ft (0,91–3,96 m) tùy thuộc vào khu vực và con mồi. Có thể nhận ra dị hình lưỡng tính ở loài này, với con cái thường lớn hơn con đực. Chiều dài thường thấy của trăn cái trưởng thành là 7 và 10 ft (2,1 và 3,0 m), và con đực là 6 và 8 ft (1,8 và 2,4 m). Con cái thường vượt quá 10 ft (3,0 m), đặc biệt trong điều kiện nuôi nhốt, chiều dài đạt tới 12 ft (3,7 m) hoặc thập chí 14 ft (4,3 m).